# Dudley Moore
Dudley Stuart John Moore, CBE (/ mɔər /; født 19. april 1935, død 27. marts 2002) var en engelsk skuespiller, komiker, musiker og komponist. Han blev kendt som skuespiller for sin rolle i Beyond the Fringe i 1960'erne og senere for hans samarbejde med Peter Cook. Han blev verdenskendt på grund af hovedrollerne i de to Hollywood-film 10 (med Bo Derek) og komedien Arthur.

## Opvækst
Dudley Moore blev født i Dagenham, Essex, England. Hans forældre tilhørte arbejderklassen, og ifølge hans søster skulle de have vist lidt kærlighed til ham. Han var betydeligt lav, kun 1,59 m og blev også født med klumpfod, der krævede mange hospitalsbehandlinger.
Trods alle sine problemer kom han til koret i en alder af seks, mens han spillede klaver og violin. Han optrådte tidligt som en talentfuld pianist og organist. Han var organist under kirkebryllupper fra det 14. århundrede.
Da han gik på Dagenham High School, modtog han musikalsk opfølgning af Peter Cork. Cork blev senere en god ven og mentor for Moore. De holdt kontakten indtil 1994.

## Karriere
Mens han studerede ved Oxford University, havde han en rolle sammen med Alan Bernett i en Oxford-revy. Benett anbefalede ham også til instruktøren, der satte op Beyond the Fringe, en komedie, der betragtes som forgængeren af Monty Pythons Flyvende Circus.
I løbet af sine studieår blev Moore lidenskabeligt interesseret i jazz. Han blev en drivende jazzpianist og komponist udover sine bestræbelser på at lede musikere, som John Dankworth og Cleo Laine.
I 1960 forlod han Dankworths band for at arbejde med filmen Beyond the Fringe.
I 1965 sluttede han sig til Peter Cook og sammensatte komedieserien Not only.. But also. Denne serie opnåede næsten kultstatus i sin tid på BBC. Cook og Moore huskes mest som komediepar Pete og Dud i de såkaldte Dagenham Dialogues, hvor de spillede to mænd fra arbejderklassen.

## Sygdom og død
Dudley Moore bekræftede i 1999, at han led af en sjælden uhelbredelig Parkinson-relateret sygdom, der gradvist ødelagde dele af hjernen. Han døde i New Jersey den 27. marts 2002, 66 år gammel.
Moore blev udnævnt til kommandør for det britiske imperiers orden i 2001.